# Spirit in the Dark
'Spirit in the Dark' é um álbum de estúdio da cantora americana de soul e lenda da música mundial Aretha Franklin, lançado em 1970. O disco recebeu aclamação da crítica, porém obteve vendas medianas, apesar de ter dois singles de sucesso: "Don't Play That Song (You Lied) ", que alcançou a posição nº1 nas paradas de R&B, e a 11º posição na Billboard Hot 100, e "Spirit in the Dark", a canção título, alcançando 3º e a 23º posição nas paradas de R&B e na Billbord Hot 100, respectivamente. Foi o primeiro álbum Atlantic de Aretha a ficar aquém do Top 20 da Billboard, mas é visto como um dos LP's mais importantes de Aretha pela Atlantic. 
O album foi posteriormente premiado com um Grammy de Melhor Performance Vocal Feminina de R&B pela canção "Don't Play That Song".

## Faixas
| Lado A |                                              |         |  |
| N.º    | Título                                       | Duração |  |
| 1.     | "Don't Play That Song"                       | 3:02    |  |
| 2.     | "The Thrill Is Gone (From Yesterday's Kiss)" | 4:41    |  |
| 3.     | "Pullin'"                                    | 3:38    |  |
| 4.     | "You and Me"                                 | 3:34    |  |
| 5.     | "Honest I Do"                                | 3:19    |  |
| 6.     | "Spirit in the Dark"                         | 4:03    |  |

| Críticas profissionais   | Críticas profissionais |
| Avaliações da crítica    | Avaliações da crítica  |
| Fonte                    | Avaliação              |
| ------------------------ | ---------------------- |
| AllMusic                 | 4.5 de 5 estrelas.     |
| Christgau's Record Guide | A                      |
| Pitchfork                | 9.0/10                 |
| Rolling Stone            | (favorable)            |

| Side two |                              |         |  |
| N.º      | Título                       | Duração |  |
| 7.       | "When the Battle Is Over"    | 2:43    |  |
| 8.       | "One Way Ticket"             | 2:52    |  |
| 9.       | "Try Matty's"                | 2:32    |  |
| 10.      | "That's All I Want from You" | 2:44    |  |
| 11.      | "Oh No Not My Baby"          | 2:55    |  |
| 12.      | "Why I Sing the Blues"       | 3:05    |  |

## Recepção Critica
Segunda publicação Nick Marino em publicação da Pitchfork, "Este é o seu registo mais verdadeiro, aquele que melhor capta a sua dor essencial – a dor de uma mulher negra que clama pela libertação dos homens dominadores que sufocaram a sua infância, manipularam a sua carreira, mutilaram a sua vida pessoal". Segundo o crítico musical Robert Christgau: "...Nenhum álbum de Aretha jamais gerou um groove tão consistente (...) o que se perde na intensidade do soul é mais do que compensado com uma espécie de aura sombria de bar - se você puder, imagine-se entrando em algum salão de coquetéis descolado e dando de cara com a maior cantora do mundo ao piano." 

## Personnel
- Aretha Franklin – vocal e piano (1-6, 8–12)
- Duane Allman – guitarra (7)
- Margaret Branch – backing vocals (1-2, 7–8, 11)
- Brenda Bryant – backing vocals (1-2, 7–8, 11)
- Harold "Hog" Cowart – baixo (8-9, 12)
- Dave Crawford – orgão (8-9, 12)
- Cornell Dupree – guitarra (8, 11–12)
- Buzz Feiten – guitarra (1)
- Evelyn Green –backing vocals (3, 9–10, 12)
- Wylene Ivy – backing vocals (3, 9–10, 12)
- Almeda Lattimore – backing vocals (1-3, 9–12)
- Pat Lewis – backing vocals (3, 9–10, 12)
- Ray Lucas – bateria (8, 12)
- Jimmy O'Rourke – guitarra (9)
- The Sweet Inspirations – backing vocals (4, 6)
- Ron "Tubby" Ziegler – bateria (9)
- Sammy Creason – bateria (1-2, 4, 6, 10)
- Jim Dickinson – teclado adicional (1-2, 4, 6, 10)
- Charlie Freeman – guitarra (1-2, 4, 6, 10)
- Tommy McClure – baixo (1-2, 4, 6, 10)
- Michael Utley – teclado adicional (1-2, 4, 6, 10)
- Barry Beckett – teclado (7, adicional em 3, 5, 11)
- Roger Hawkins – bateria (3, 5, 7, 11)
- Eddie Hinton – guitarra (3, 5, 7, 11)
- David Hood – baixo (3, 5, 7, 11)
- Jimmy Johnson – guitarra (3, 5, 7, 11)